# Léon van Hove
Léon van Hove (10. února 1924 – 2. září 1990) byl belgický fyzik a bývalý generální ředitel Evropské organizace pro jaderný výzkum. V průběhu vědecké kariéry se věnoval fyzice pevných látek, kosmologii, elementárním částicím a matematice.

## Život
Van Hove studoval matematiku a fyziku na Université Libre de Bruxelles, zde v roce 1946 získal doktorát z matematiky. V letech 1949–1956 působil na Ústavu pro pokročilá studia v Princetonu. díky setkání s Robertem Oppenheimerem. Později pracoval v Brookhaven National Laboratory a vedl ústav teoretické fyziky na univerzitě v Utrechtu. V roce 1950 položil základy pro analýzu nepružného rozptylu neutronů. V roce 1959 se stal vedoucím teoretické divize Evropské organizace pro jaderný výzkum a roku 1975 se stal generálním ředitelem této organizace, společně s Johnem Adamsem, který byl zodpovědný za výzkumnou činnost organizace. V době jeho působení ve funkci generálního ředitele byl navržen projekt Large Electron-Positron Collider. V roce 1974 obdržel medaili Maxe Plancka.